# Бидон (коммуна)
Бидо́н (фр. и окс. Bidon) — коммуна во Франции, находится в регионе Рона — Альпы. Департамент коммуны — Ардеш. Входит в состав кантона Бур-Сент-Андеоль. Округ коммуны — Прива.
Код INSEE коммуны 07034.

## Население
Население коммуны на 2008 год составляло 159 человек.
| 1962 | 1968 | 1975 | 1982 | 1990 | 1999 | 2008 |
| ---- | ---- | ---- | ---- | ---- | ---- | ---- |
| 25   | 29   | 32   | 59   | 69   | 112  | 159  |

## Экономика
В 2007 году среди 99 человек в трудоспособном возрасте (15-64 лет) 69 были экономически активными, 30 — неактивными (показатель активности — 69,7 %, в 1999 году было 73,0 %). Из 69 активных работали 60 человек (35 мужчин и 25 женщин), безработных было 9 (3 мужчин и 6 женщин). Среди 30 неактивных 7 человек были учениками или студентами, 8 — пенсионерами, 15 были неактивными по другим причинам.

## Достопримечательности
- Церковь XIX века
- Несколько дольменов
- Пещера Сен-Марсель

## Фотогалерея
- Бидон
- Старый колодец
- Пещера Сен-Марсель
- Карта коммуны